# حارة أهل عطية (الحصن)
أهل عطية هي إحدى حارات حي عبدالله محسن بمدينة الحصن التابعة لمحافظة أبين، بلغ تعداد سكانها 1208 نسمة حسب تعداد اليمن لعام 2004.